# 大衛·普勞夫
大衛·普勞夫（英語：David Plouffe，1967年2月27日—）是美國政治顧問和商業策略師。他以擔任巴拉克·奧巴馬2008年總統競選的競選經理而聞名。普勞夫曾是黨派相關的競選顧問公司AKPD Message and Media的合夥人，他於2000年加入該公司。自奧巴馬第一天上任以來，他一直擔任奧巴馬的外部高級顧問，並在2011年大衛·阿克塞爾羅辭職後，被任命為白宮內部的高級顧問。
2014年9月，普勞夫成為優步（Uber）的政策和策略高級副總裁。2015年5月，他離開該角色，成為優步的全職策略顧問。2017年1月，他加入陳和扎克伯格基金會，負責該機構的政策和倡導工作。2019年，政客報導他加入了自由派非營利組織ACRONYM的董事會，並為反特朗普的數位競選提供建議。

## 早年生活
普勞夫出生並成長於德拉瓦州的威爾明頓。他來自一個工薪階層的羅馬天主教家庭（現在是虔誠的聖公會教徒）。他的母親弗朗西斯（née Vincent）是全職家庭主婦，父親詹姆斯·埃弗雷特“吉姆”普勞夫曾是一名工廠工人，後來轉行從事市場營銷。
普勞夫曾就讀於聖馬克高中。他在1989年離開特拉華大學，投身於全職政治工作，並於2010年5月完成了本科學位。

## 職業生涯

### 賀錦麗2024年美國總統競選
2024年8月，普勞夫作为高级顾问加入了賀錦麗竞选团队。

## 個人生活
普勞夫與奧利維亞·摩根（Olivia Morgan）結婚。摩根是瑪麗亞·施賴弗主持的《女性國家》（A Woman's Nation）的高級顧問，曾是美國總統藝術與人文委員會的成員，也曾擔任加州前州長格雷·戴維斯（Gray Davis）的聯邦關係主任。這對夫婦居住在舊金山，並育有兩個孩子。

## 外部連接
- C-SPAN內的頁面（英文）
- Collected news and commentary （页面存档备份，存于） at The New York Times
- David Plouffe Ubben Lecture （页面存档备份，存于） at DePauw University, February 2, 2009
- interview （页面存档备份，存于） at Conde Nast Portfolio
- Radio interview with Claudia Cragg KGNU on 'The Audacity to Win （页面存档备份，存于）